# Leionotus scrophulariae
Leionotus scrophulariae är en stekelart som beskrevs av Roberts 1928. Leionotus scrophulariae ingår i släktet Leionotus och familjen Eumenidae. Inga underarter finns listade i Catalogue of Life.